# Stephen Alexander

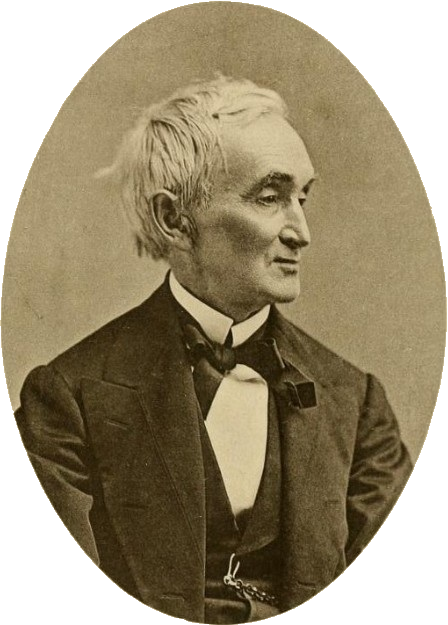
Stephen Alexander (1879)

Stephen Alexander (* 1. September 1806 in Schenectady, New York; † 25. Juni 1883 in Princeton, New Jersey)  war ein US-amerikanischer Mathematiker und Astronom.
Alexander studierte am Union College mit dem Abschluss 1824. Danach war er Lehrer an der Akademie von Chittenango. Ab 1832 war er an der Princeton University, wo er Professor für Naturphilosophie und ab 1834 zusätzlich für Mathematik war und ab 1840 Professor für Astronomie. 1878 ging er in den Ruhestand.
1860 leitete er eine Expedition zur Beobachtung der Sonnenfinsternis nach Labrador. Er konnte durch Unterstützung des mit ihm befreundeten General Nathaniel Norris Halsted das Observatorium in Princeton so ausbauen, dass es auch für die Beobachtung von Nebeln geeignet war (Halsted Observatory). Der Bau des Observatoriums wurde 1866 begonnen und 1872 vollendet. Die Montage des großen Teleskops wurde aber erst nach seinem Ruhestand beendet.
Sein Hauptwerk behandelte Entfernungsbeziehungen von Planeten und Monden im Sonnensystem, die seine Zeitgenossen an entsprechende Arbeiten von Johannes Kepler erinnerten (ein Kritiker nannte ihn den amerikanischen Kepler). Er war ein gründlicher Kenner der Traité de mécanique céleste von Pierre-Simon Laplace und der mathematischen und astronomischen Werke von Isaac Newton, Leonhard Euler und Joseph-Louis Lagrange.
Er war Gründungsmitglied der National Academy of Sciences und 1859 Präsident der American Association for the Advancement of Science. Außerdem war er Mitglied der American Academy of Arts and Sciences und der American Philosophical Society.
Er war Schwager von Joseph Henry, dem Sekretär der Smithsonian Institution, mit dem er eng zusammenarbeitete. 
Alexander war vielseitig gebildet und las Griechisch, Latein, Hebräisch und sprach einige moderne Sprachen. Er schrieb über Grundlagen der Mathematik und war in Theologie und Philosophie bewandert. In Princeton hatte er einen guten Ruf als akademischer Lehrer.

## Schriften
- Harmonics of the Solar System, Smithsonian Contributions to Knowledge. 1875